# Puchar CEV w piłce siatkowej mężczyzn (1986/1987)
Puchar CEV siatkarzy 1986/1987 - 7. sezon Pucharu CEV rozgrywanego od 1980 roku, organizowanego przez Europejską Konfederację Piłki Siatkowej (CEV) w ramach europejskich pucharów dla męskich klubowych zespołów siatkarskich "starego kontynentu".

## Drużyny uczestniczące
- Vojvodina Nowy Sad
- ASV Dachau
- Cisneros Teneryfa
- Sporting Espinho
- PAOK Saloniki
- Asniers Paryż
- Fortuna Bonn
- Dynamo Apeldoorn
- Galatasaray Stambuł
- Knack Roeselare
- Ener-Mix Milano
- Santal Parma
- Ruda Hvezda Bratysława
- Aris Saloniki
- SMUC Montpeller
- Académica Mamede
- VC Lennik
- Animo Sneek
- Volley 80 Pétange

## Rozgrywki

### Ćwierćfinał
| Data  | Drużyna 1              | Wynik | Drużyna 2              | Sety |
| ----- | ---------------------- | ----- | ---------------------- | ---- |
| 14.01 | Fortuna Bonn           | 2:3   | Ener-Mix Milano        |      |
| 21.01 | Ener-Mix Milano        | 3:0   | Fortuna Bonn           |      |
|       |                        |       |                        |      |
| 14.01 | Santal Parma           | 3:0   | SMUC Montpeller        |      |
| 21.01 | SMUC Montpeller        | 2:3   | Santal Parma           |      |
|       |                        |       |                        |      |
| 14.01 | Ruda Hvezda Bratysława | 3:0   | Sporting Espinho       |      |
| 21.01 | Sporting Espinho       |       | Ruda Hvezda Bratysława |      |
|       |                        |       |                        |      |
| 14.01 | VC Lennik              |       | Asniers Paryż          |      |
| 21.01 | Asniers Paryż          |       | VC Lennik              |      |

### Turniej finałowy
Wyniki
| Data  | Drużyna 1              | Wynik | Drużyna 2              | Sety                      |
| ----- | ---------------------- | ----- | ---------------------- | ------------------------- |
| 20.02 | Ruda Hvezda Bratysława | 3:1   | VC Lennik              |                           |
| 20.02 | Ener-Mix Milano        | 3:1   | Santal Parma           | 15:4, 12:15, 17:15, 15:13 |
|       |                        |       |                        |                           |
| 21.02 | Santal Parma           | 3:0   | VC Lennik              | 15:11, 15:6, 15:4,        |
| 21.02 | Ener-Mix Milano        | 3:1   | Ruda Hvezda Bratysława | 8:15, 15:12, 15:13, 15:6  |
|       |                        |       |                        |                           |
| 22.02 | Ener-Mix Milano        | 3:1   | VC Lennik              | 15:6, 15:7, 5:15, 15:9    |
| 22.02 | Santal Parma           | 3:1   | Ruda Hvezda Bratysława | 15:9, 15:10, 2:15, 16:14  |

Tabela
| Lp. | Drużyna                | Pkt | Mecze | Mecze | Mecze | Sety | Sety | Sety  |
| Lp. | Drużyna                | Pkt | M     | W     | P     | wyg. | prz. | ratio |
| --- | ---------------------- | --- | ----- | ----- | ----- | ---- | ---- | ----- |
| 1   | Ener-Mix Milano        | 6   | 3     | 3     | 0     | 9    | 3    | 3.000 |
| 2   | Santal Parma           | 5   | 3     | 2     | 1     | 7    | 4    | 1.750 |
| 3   | Ruda Hvezda Bratysława | 4   | 3     | 1     | 2     | 5    | 7    | 0.714 |
| 4   | VC Lennik              | 3   | 3     | 0     | 3     | 2    | 9    | 0.222 |

## Klasyfikacja końcowa
| Miejsce | Drużyna                |
| ------- | ---------------------- |
| złoto   | Ener-Mix Milano        |
| srebro  | Santal Parma           |
| brąz    | Ruda Hvezda Bratysława |
| 4.      | VC Lennik              |